# Уляндина, Августа Васильевна
А́вгуста Васи́льевна Уля́ндина (чув. Августа Василий хӗрӗ Уляндина; род. 23 февраля 1971, дер. Бреняши, Шумерлинский район, Чувашская АССР, РСФСР, СССР) — чувашская певица и педагог. Народная артистка Чувашской Республики.

## Биография
По национальности — чувашка. Окончила отделение сольного пения Чебоксарского музыкального училища (1992) и Нижегородскую государственную консерваторию по специальности «народное пение» (1996). Артистка хора Чувашского государственного ансамбля песни и танца (1996—1997). Солистка-вокалистка, художественный руководитель ансамбля «Чăваш Ен» (1997—2000). Режиссёр народной эстрадной студии Республиканского научно-методического центра народного творчества и культуры (2000—2002). Доцент кафедры искусств Чувашского государственного университета (2002—2005), кафедры дирижирования и вокального искусства (2005—2009), художественный руководитель Дворца культуры Чувашского государственного университета (2009—2010). С 2010 года — доцент кафедры вокального искусства, одновременно художественный руководитель ансамбля «Чăваш Ен». В 2013 году создала свою этно-фолк группу «Ярды» из студентов Чувашского государственного университета. Также преподаёт сольное пение в Чувашском государственном педагогическом университете.

## Творчество
В репертуаре более 200 чувашских, русских и татарских народных песен, произведения современных авторов, романсы и баллады. В творчестве сочетаются фольклор и элементы эстрадной музыки.

## Семья
- 1-й муж — Тестов Юрий Станиславович.
- 2-й муж — Сергей Степченко.
- Дочь — Ксения Уляндина.

## Награды и звания
- Кандидат филологических наук (2009).
- Доцент (2002).
- Заслуженная артистка Чувашской Республики (2001).
- Народная артистка Чувашской Республики (2013)[2]
- Почётное звание «Достояние Республики» (2018)[3].